# Gauville-la-Campagne
Gauville-la-Campagne és un municipi francès situat al departament de l'Eure i a la regió de Normandia. L'any 2007 tenia 513 habitants.

## Demografia

### Població
El 2007 la població de fet de Gauville-la-Campagne era de 513 persones. Hi havia 188 famílies, de les quals 32 eren unipersonals (12 homes vivint sols i 20 dones vivint soles), 72 parelles sense fills i 84 parelles amb fills.
La població ha evolucionat segons el següent gràfic:
Habitants censats

### Habitatges
El 2007 hi havia 205 habitatges, 194 eren l'habitatge principal de la família, 6 eren segones residències i 5 estaven desocupats. 197 eren cases i 7 eren apartaments. Dels 194 habitatges principals, 171 estaven ocupats pels seus propietaris, 21 estaven llogats i ocupats pels llogaters i 2 estaven cedits a títol gratuït; 2 tenien una cambra, 5 en tenien dues, 18 en tenien tres, 38 en tenien quatre i 131 en tenien cinc o més. 109 habitatges disposaven pel capbaix d'una plaça de pàrquing. A 73 habitatges hi havia un automòbil i a 114 n'hi havia dos o més.

### Piràmide de població
La piràmide de població per edats i sexe el 2009 era:
| Homes | Edats   | Dones |
| ----- | ------- | ----- |
| 0     | 95 o +  | 0     |
| 0     | 90 a 94 | 0     |
| 4     | 85 a 89 | 4     |
| 4     | 80 a 84 | 8     |
| 0     | 75 a 79 | 4     |
| 16    | 70 a 74 | 8     |
| 8     | 65 a 69 | 4     |
| 16    | 60 a 64 | 24    |
| 20    | 55 a 59 | 8     |
| 8     | 50 a 54 | 12    |
| 12    | 45 a 49 | 16    |
| 36    | 40 a 44 | 16    |
| 36    | 35 a 39 | 52    |
| 8     | 30 a 34 | 12    |
| 12    | 25 a 29 | 12    |
| 4     | 20 a 24 | 16    |
| 24    | 15 a 19 | 20    |
| 36    | 10 a 14 | 32    |
| 8     | 5 a 9   | 36    |
| 12    | 0 a 4   | 24    |

## Economia
El 2007 la població en edat de treballar era de 352 persones, 263 eren actives i 89 eren inactives. De les 263 persones actives 249 estaven ocupades (128 homes i 121 dones) i 14 estaven aturades (8 homes i 6 dones). De les 89 persones inactives 30 estaven jubilades, 40 estaven estudiant i 19 estaven classificades com a «altres inactius».

### Ingressos
El 2009 a Gauville-la-Campagne hi havia 190 unitats fiscals que integraven 496 persones, la mediana anual d'ingressos fiscals per persona era de 22.263 €.

### Activitats econòmiques
Dels 16 establiments que hi havia el 2007, 1 era d'una empresa de fabricació de material elèctric, 6 d'empreses de construcció, 4 d'empreses de comerç i reparació d'automòbils, 1 d'una empresa de transport, 2 d'empreses financeres i 2 d'empreses de serveis.
Dels 6 establiments de servei als particulars que hi havia el 2009, 1 era un paleta, 1 fusteria, 3 lampisteries i 1 electricista.
Dels 3 establiments comercials que hi havia el 2009, 2 eren botigues d'equipament de la llar i 1 una botiga d'electrodomèstics.
L'any 2000 a Gauville-la-Campagne hi havia 11 explotacions agrícoles que ocupaven un total de 600 hectàrees.

## Equipaments sanitaris i escolars
El 2009 hi havia una escola elemental integrada dins d'un grup escolar amb les comunes properes formant una escola dispersa.

## Poblacions més properes
El següent diagrama mostra les poblacions més properes.